# Uruguayaans voetbalelftal in 2010
Het Uruguayaans voetbalelftal speelde in totaal dertien interlands in het jaar 2010, waaronder zeven wedstrijden tijdens de WK-eindronde 2010 in Zuid-Afrika. Daar drong de ploeg van bondscoach Oscar Tabárez verrassend door tot de halve finale, waarin met 3-2 werd verloren van de latere verliezend finalist Nederland. Uruguay had zich op de valreep geplaatst voor de eindronde: in de barrage over twee duels was de ploeg te sterk voor Costa Rica. Verdediger Maximiliano Pereira was in 2010 de enige die in alle dertien duels in actie kwam. Op de FIFA-wereldranglijst steeg Uruguay in 2010 van de twintigste (januari 2010) naar de zevende plaats (december 2010).

## Interlands
|                                                              |                         |       |                                                     |                                                                                   |
| 3 maart Vriendschappelijk № 773 «onderlinge duels» 20:15 uur | Zwitserland             | 1 – 3 | Uruguay                                             | AFG Arena, Sankt Gallen Toeschouwers: 12.500 Scheidsrechter: Nicola Rizzoli (ITA) |
| 3 maart Vriendschappelijk № 773 «onderlinge duels» 20:15 uur | Gökhan Inler 29' (pen.) |       | 35' Diego Forlán 50' Luis Suárez 87' Edinson Cavani | AFG Arena, Sankt Gallen Toeschouwers: 12.500 Scheidsrechter: Nicola Rizzoli (ITA) |

|                                                             |                                                                             |       |                   |                                                                                         |
| 27 mei Vriendschappelijk № 774 «onderlinge duels» 22:30 uur | Uruguay                                                                     | 4 – 1 | Israël            | Estadio Centenario, Montevideo Toeschouwers: 60.000 Scheidsrechter: Enrique Osses (CHI) |
| 27 mei Vriendschappelijk № 774 «onderlinge duels» 22:30 uur | Diego Forlán 15' Álvaro Pereira 37' Sebastián Abreu 75' Sebastián Abreu 81' |       | 30' Lior Refaelov | Estadio Centenario, Montevideo Toeschouwers: 60.000 Scheidsrechter: Enrique Osses (CHI) |

| WK voetbal 2010 |
| --------------- |

|                                                                 |           |       |           |                                                                                        |
| 11 juni WK-eindronde Groep A № 775 «onderlinge duels» 20:30 uur | Uruguay   | 0 – 0 | Frankrijk | Groenpuntstadion, Kaapstad Toeschouwers: 65.000 Scheidsrechter: Yuichi Nishimura (JPN) |
| 11 juni WK-eindronde Groep A № 775 «onderlinge duels» 20:30 uur | (details) |       |           | Groenpuntstadion, Kaapstad Toeschouwers: 65.000 Scheidsrechter: Yuichi Nishimura (JPN) |

|                                                                 |             |           |                                                               |                                                                                              |
| 16 juni WK-eindronde Groep A № 776 «onderlinge duels» 20:30 uur | Zuid-Afrika | 0 – 3     | Uruguay                                                       | Loftus Versfeld Stadion, Pretoria Toeschouwers: 42.658 Scheidsrechter: Massimo Busacca (SUI) |
| 16 juni WK-eindronde Groep A № 776 «onderlinge duels» 20:30 uur |             | (details) | 23' Diego Forlán 80' (pen.) Diego Forlán 90+5' Álvaro Pereira | Loftus Versfeld Stadion, Pretoria Toeschouwers: 42.658 Scheidsrechter: Massimo Busacca (SUI) |

|                                                                 |        |           |                 |                                                                                             |
| 22 juni WK-eindronde Groep A № 777 «onderlinge duels» 16:00 uur | Mexico | 0 – 1     | Uruguay         | Royal Bafokeng Stadion, Rustenburg Toeschouwers: 33.425 Scheidsrechter: Viktor Kassai (HUN) |
| 22 juni WK-eindronde Groep A № 777 «onderlinge duels» 16:00 uur |        | (details) | 43' Luis Suárez | Royal Bafokeng Stadion, Rustenburg Toeschouwers: 33.425 Scheidsrechter: Viktor Kassai (HUN) |

|                                                                        |                                |           |                    | |
| 26 juni WK-eindronde Achtste finale № 778 «onderlinge duels» 16:00 uur | Uruguay                        | 2 – 1     | Zuid-Korea         | Nelson Mandelabaai Stadion, Port Elizabeth Toeschouwers: 30.597 Scheidsrechter: Wolfgang Stark (GER) |
| 26 juni WK-eindronde Achtste finale № 778 «onderlinge duels» 16:00 uur | Luis Suárez 8' Luis Suárez 80' | (details) | 68' Lee Chung-yong | Nelson Mandelabaai Stadion, Port Elizabeth Toeschouwers: 30.597 Scheidsrechter: Wolfgang Stark (GER) |

|                                                                    |                  |           |                      |                                                                                           |
| 2 juli WK-eindronde Kwartfinale № 779 «onderlinge duels» 20:30 uur | Uruguay          | 1 – 1     | Ghana                | Soccer City, Johannesburg Toeschouwers: 84.017 Scheidsrechter: Olegário Benquerença (POR) |
| 2 juli WK-eindronde Kwartfinale № 779 «onderlinge duels» 20:30 uur | Diego Forlán 55' | (details) | 45+2' Sulley Muntari | Soccer City, Johannesburg Toeschouwers: 84.017 Scheidsrechter: Olegário Benquerença (POR) |

|                                                                                   |       | strafschoppen                                           |  |
| Diego Forlán Mauricio Victorino Andrés Scotti Maximiliano Pereira Sebastián Abreu | 4 – 2 | Asamoah Gyan Stephen Appiah John Mensah Dominic Adiyiah |  |

|                                                                     |                                            |           |                                                                   |                                                                                       |
| 6 juli WK-eindronde Halve finale № 780 «onderlinge duels» 20:30 uur | Uruguay                                    | 2 – 3     | Nederland                                                         | Groenpuntstadion, Kaapstad Toeschouwers: 62.479 Scheidsrechter: Ravshan Irmatov (UZB) |
| 6 juli WK-eindronde Halve finale № 780 «onderlinge duels» 20:30 uur | Diego Forlán 41' Maximiliano Pereira 90+2' | (details) | 18' Giovanni van Bronckhorst 70' Wesley Sneijder 73' Arjen Robben | Groenpuntstadion, Kaapstad Toeschouwers: 62.479 Scheidsrechter: Ravshan Irmatov (UZB) |

|                                                                      |                                     |           |                                                       | |
| 10 juli WK-eindronde Troostfinale № 781 «onderlinge duels» 20:30 uur | Uruguay                             | 2 – 3     | Duitsland                                             | Nelson Mandelabaai Stadion, Port Elizabeth Toeschouwers: 36.254 Scheidsrechter: Benito Archundia (MEX) |
| 10 juli WK-eindronde Troostfinale № 781 «onderlinge duels» 20:30 uur | Edinson Cavani 28' Diego Forlán 51' | (details) | 19' Thomas Müller 56' Marcell Jansen 82' Sami Khedira | Nelson Mandelabaai Stadion, Port Elizabeth Toeschouwers: 36.254 Scheidsrechter: Benito Archundia (MEX) |

|  |  |  |  |  |  |  |  |  |

|                                                                  |        |                                              |         |                                                                                    |
| 11 augustus Vriendschappelijk № 782 «onderlinge duels» 21:30 uur | Angola | 0 – 2                                        | Uruguay | Estádio do Restelo, Lissabon Toeschouwers: 1.500 Scheidsrechter: Hugo Miguel (POR) |
| 11 augustus Vriendschappelijk № 782 «onderlinge duels» 21:30 uur |        | 84' (pen.) Edinson Cavani 90' Abel Hernández |         | Estádio do Restelo, Lissabon Toeschouwers: 1.500 Scheidsrechter: Hugo Miguel (POR) |

|                                                                |                  |       | | |
| 8 oktober Vriendschappelijk № 783 «onderlinge duels» 14:00 uur | Indonesië        | 1 – 7 | Uruguay | Stadion Utama Gelora Bung Karno, Jakarta Toeschouwers: 22.000 Scheidsrechter: Abbas Bin Daud (SIN) |
| 8 oktober Vriendschappelijk № 783 «onderlinge duels» 14:00 uur | Boaz Salossa 18' |       | 35' Edinson Cavani 43' Luis Suárez 54' Luis Suárez 58' Sebastián Eguren 69' (pen.) Luis Suárez 80' Edinson Cavani 83' Edinson Cavani | Stadion Utama Gelora Bung Karno, Jakarta Toeschouwers: 22.000 Scheidsrechter: Abbas Bin Daud (SIN) |

|                                                                 |       |                                                                                            |         |                                                                                   |
| 12 oktober Vriendschappelijk № 784 «onderlinge duels» 14:00 uur | China | 0 – 4                                                                                      | Uruguay | Wuhan Sports Center, Wuhan Toeschouwers: 50.000 Scheidsrechter: Gong-Gun Li (KOR) |
| 12 oktober Vriendschappelijk № 784 «onderlinge duels» 14:00 uur |       | 70' (e.d.) Xiaoting Feng 78' Edinson Cavani 81' Cristian Rodríguez 84' Sebastián Fernández |         | Wuhan Sports Center, Wuhan Toeschouwers: 50.000 Scheidsrechter: Gong-Gun Li (KOR) |

|                                                                  |                                     |       |         |                                                                                     |
| 17 november Vriendschappelijk № 785 «onderlinge duels» 19:45 uur | Chili                               | 2 – 0 | Uruguay | Estadio Nacional, Santiago Toeschouwers: 45.000 Scheidsrechter: Carlos Torres (PAR) |
| 17 november Vriendschappelijk № 785 «onderlinge duels» 19:45 uur | Alexis Sánchez 38' Arturo Vidal 75' |       |         | Estadio Nacional, Santiago Toeschouwers: 45.000 Scheidsrechter: Carlos Torres (PAR) |

## FIFA-wereldranglijst
| JAN | FEB | MAR | APR | MEI | JUN | JUL | AUG | SEP | OKT | NOV | DEC |
| --- | --- | --- | --- | --- | --- | --- | --- | --- | --- | --- | --- |
| 20  | 21  | 18  | 18  | 16  | 16  | 6   | 6   | 7   | 7   | 7   | 7   |

## Statistieken
| Fernando Muslera        | 1986-06-16 | Lazio Roma           | 12 | 0 | 0 | 16 | 0  |
| Juan Guillermo Castillo | 1978-04-17 | Deportivo Cali       | 1  | 0 | 0 | 12 | 0  |
| Verdediging             |            |                      |    |   |   |    |    |
| Maximiliano Pereira     | 1984-06-08 | Benfica              | 13 | 0 | 1 | 48 | 1  |
| Diego Lugano            | 1980-11-02 | Fenerbahçe SK        | 11 | 0 | 0 | 52 | 4  |
| Jorge Fucile            | 1984-11-19 | FC Porto             | 9  | 0 | 0 | 32 | 0  |
| Mauricio Victorino      | 1982-10-11 | Universidad de Chile | 7  | 2 | 0 | 13 | 0  |
| Diego Godín             | 1986-02-16 | Atlético Madrid      | 7  | 0 | 0 | 43 | 3  |
| Andrés Scotti           | 1975-12-14 | Colo-Colo            | 3  | 4 | 0 | 31 | 1  |
| Martín Cáceres          | 1987-04-07 | Sevilla FC           | 3  | 3 | 0 | 24 | 0  |
| Carlos Valdez           | 1983-05-02 | Peñarol              | 0  | 1 | 0 | 17 | 0  |
| Middenveld              |            |                      |    |   |   |    |    |
| Diego Pérez             | 1980-05-18 | Bologna FC           | 12 | 0 | 0 | 60 | 0  |
| Álvaro Pereira          | 1985-11-28 | FC Porto             | 11 | 0 | 2 | 24 | 3  |
| Egidio Arévalo          | 1982-01-01 | Peñarol              | 9  | 2 | 0 | 15 | 0  |
| Walter Gargano          | 1984-07-27 | SSC Napoli           | 6  | 3 | 0 | 34 | 0  |
| Cristian Rodríguez      | 1985-09-30 | FC Porto             | 2  | 2 | 1 | 40 | 4  |
| Ignacio González        | 1982-05-14 | Levante UD           | 2  | 0 | 0 | 16 | 1  |
| Nicolás Lodeiro         | 1989-03-21 | Ajax Amsterdam       | 1  | 4 | 0 | 7  | 0  |
| Álvaro Fernández        | 1985-10-11 | Seattle Sounders     | 1  | 3 | 0 | 7  | 0  |
| Sebastián Eguren        | 1981-01-08 | Sporting Gijón       | 0  | 6 | 1 | 32 | 6  |
| Gastón Ramírez          | 1990-12-02 | Bologna FC           | 0  | 3 | 0 | 3  | 0  |
| Álvaro González         | 1984-10-29 | Lazio Roma           | 0  | 1 | 0 | 11 | 0  |
| Jorge Martínez          | 1983-04-05 | Juventus             | 0  | 1 | 0 | 13 | 1  |
| Jorge Rodríguez         | 1985-01-13 | Jaguares de Chiapas  | 0  | 1 | 0 | 6  | 0  |
| Aanval                  |            |                      |    |   |   |    |    |
| Diego Forlán            | 1979-05-19 | Atlético Madrid      | 11 | 0 | 7 | 71 | 29 |
| Luis Suárez             | 1987-01-24 | Liverpool FC         | 11 | 0 | 7 | 39 | 16 |
| Edinson Cavani          | 1987-02-14 | SSC Napoli           | 9  | 3 | 7 | 24 | 8  |
| Sebastián Abreu         | 1976-10-17 | Botafogo FR          | 1  | 7 | 2 | 62 | 27 |
| Sebastián Fernández     | 1985-05-23 | Málaga CF            | 1  | 5 | 1 | 11 | 1  |
| Abel Hernández          | 1990-08-08 | US Palermo           | 0  | 1 | 1 | 1  | 1  |

AUF · A-internationals · Selecties · Bondscoaches · Uruguayaans vrouwenelftal · Olympisch elftal · Uruguay U21 · Uruguay U20 · Uruguay U19 · Uruguay U18 · Uruguay U17
1900 – 1909 ·
1910 – 1919 ·
1920 – 1929 ·
1930 – 1939 ·
1940 – 1949 ·
1950 – 1959 ·
1960 – 1969 ·
1970 – 1979 ·
1980 – 1989 ·
1990 – 1999 ·
2000 – 2009 ·
2010 – 2019 ·
2020 – 2029
WK 1930 · 
WK 1950 · 
WK 1954 · 
WK 1962 · 
WK 1966 · 
WK 1970 ·
WK 1974 · 
WK 1986 · 
WK 1990 · 
WK 2002 · 
WK 2010 · 
WK 2014 · 
WK 2018
OS 1924 · 
OS 1928 ·
OS 2012
1902 · 
1903 · 
1904 · 
1905 · 
1906 · 
1907 · 
1908 · 
1909 ·
1910 · 
1911 · 
1912 · 
1913 · 
1914 · 
1915 · 
1916 · 
1917 · 
1918 · 
1919 ·
1920 · 
1921 · 
1922 · 
1923 · 
1924 · 
1925 · 
1926 · 
1927 · 
1928 · 
1929 ·
1930 · 
1931 · 
1932 · 
1933 · 
1934 · 
1935 · 
1936 · 
1937 · 
1938 · 
1939 ·
1940 · 
1941 · 
1942 · 
1943 · 
1944 · 
1945 · 
1946 · 
1947 · 
1948 · 
1949 ·
1950 · 
1951 · 
1952 · 
1953 · 
1954 · 
1955 · 
1956 · 
1957 · 
1958 · 
1959 ·
1960 · 
1961 · 
1962 · 
1963 · 
1964 · 
1965 · 
1966 · 
1967 · 
1968 · 
1969 ·
1970 · 
1971 · 
1972 · 
1973 · 
1974 · 
1975 · 
1976 · 
1977 · 
1978 · 
1979 ·
1980 · 
1981 · 
1982 · 
1983 · 
1984 · 
1985 · 
1986 · 
1987 · 
1988 · 
1989 ·
1990 ·
1991 · 
1992 · 
1993 · 
1994 · 
1995 · 
1996 · 
1997 · 
1998 · 
1999 · 
2000 · 
2001 · 
2002 · 
2003 · 
2004 · 
2005 · 
2006 · 
2007 · 
2008 · 
2009 · 
2010 · 
2011 · 
2012 · 
2013 · 
2014 · 
2015 · 
2016 ·
2017 ·
2018 ·
2019 ·
2020 ·
2021 ·
2022 ·
2023 ·
2024
Algerije ·
Angola ·
Argentinië ·
Australië ·
België ·
Bolivia ·
Brazilië ·
Bulgarije ·
Canada ·
Chili ·
China ·
Colombia ·
Costa Rica ·
Cuba ·
DDR ·
Denemarken ·
Duitsland ·
Ecuador ·
Egypte ·
Engeland ·
Estland ·
 Finland ·
Frankrijk ·
Georgië ·
Ghana ·
Guatemala ·
Haïti ·
Honduras ·
Hongarije ·
Ierland ·
India ·
Indonesië ·
Irak ·
Iran ·
Israël ·
Italië ·
Ivoorkust ·
Jamaica ·
Japan ·
Joegoslavië ·
Jordanië ·
Libië ·
Luxemburg ·
Maleisië ·
Mexico ·
Marokko ·
Nederland ·
Nicaragua ·
Nieuw-Zeeland ·
Nigeria ·
Noord-Ierland ·
Noorwegen ·
Oekraïne ·
Oezbekistan ·
Oman ·
Oostenrijk ·
Panama ·
Paraguay ·
Peru ·
Polen ·
Portugal ·
Roemenië ·
Rusland ·
Saarland ·
Saoedi-Arabië ·
Schotland ·
Senegal ·
Servië & Montenegro ·
Singapore ·
Slovenië ·
Sovjet-Unie ·
Spanje ·
Tahiti ·
Thailand ·
Trinidad en Tobago · 
Tsjechië ·
Tsjecho-Slowakije ·
Tunesië · 
Turkije ·
Venezuela ·
Verenigde Arabische Emiraten ·
Verenigde Staten ·
Wales ·
Zuid-Afrika ·
Zuid-Korea ·
Zweden ·
Zwitserland
Argentinië (1986) ·
België (1990) ·
Brazilië (1950) · 
Colombia (2014) ·
Costa Rica (2014) ·
Denemarken (1986) ·
Denemarken (2002) ·
Duitsland (2010) ·
Egypte (2018) ·
Engeland (2014) ·
Frankrijk (2002) ·
Frankrijk (2010) ·
Frankrijk (2018) ·
Ghana (2010) ·
Italië (1990) ·
Italië (2014) ·
Mexico (2010) ·
Nederland (1974) ·
Nederland (2010) ·
Portugal (2018) ·
Rusland (2018) ·
Saoedi-Arabië (2018) ·
Schotland (1986) ·
Senegal (2002) ·
Spanje (1990) ·
West-Duitsland (1986) ·
Zuid-Afrika (2010) ·
Zuid-Korea (1990) ·
Zuid-Korea (2010)